# پارک طبیعت ایبلون و ایلفلد
پارک طبیعت ایبلون و ایلفلد (به فرانسوی: Réserve naturelle régionale de l'Eiblen et l'Illfeld) یک منطقه حفاظت‌شده طبیعی در ناحیه آلزاس از منطقه گرانداست فرانسه قرار دارد. این پارک از سال در سال ۱۹۹۲ به صورت داوطلبانه به عنوان منطقه تحت حفاظت طبیعی قرار گرفت و از سال ۲۰۱۴ رسماً یک منطقه حفاظت‌شده ناحیه‌ای در آلزاس محسوب می‌شود. پارک طبیعت ایبلون و ایلفلد در میان دو شهر اینزیسهایم و رگیسهایم قرار گرفته‌است. کمپ برهنگی مولهاوس در میان این پارک طبیعی قرار گرفته‌است و طبیعت‌دوستان برهنه از این پارک طبیعی لذت می‌برند.